# 日向神ダム
日向神ダム（ひゅうがみダム）は、福岡県八女市黒木町大渕、一級河川・矢部川本流上流部に建設されたダムである。
福岡県が管理する高さ79.5メートルの重力式コンクリートダムで、福岡県が最初に施工･管理を行った都道府県営ダムであり、県営ダムとしては現在最も規模が大きいダムでもある。1953年（昭和28年）6月の昭和28年西日本水害を契機に矢部川の治水と大牟田地域への電力供給を目的とした補助多目的ダムとして建設された。ダムによって形成された人造湖は日向神湖（ひゅうがみこ）と命名された。

## 沿革
筑後平野南部を流れる矢部川は1914年（大正3年）より堤防築堤を中心とする『第一次矢部川改修工事事業』が行われ、最大の支川である星野川合流点までは改修が完了していた。ところが1953年（昭和28年）6月に北部九州を襲った昭和28年西日本水害はこうした改修をあざわらうかのように各地で堤防決壊や堤防越流をひき起こし、矢部川流域の被害総額は当時の額で約12億円に上り、敗戦でダメージを受けたこの地域にさらに追い討ちを掛けた。
一方、八女茶の名産地である矢部川流域は古来より穀倉地帯として、約12,000ヘクタールに及ぶ水田の水源ともなっていたが、旱魃時には容易に水量は減少し干害が頻発していた。このため本流各所に固定堰を設け取水していたが農地面積の拡大により需要が更にひっ迫していた。これに加え下流の大牟田市は三井グループの工場が進出するに及んで電力不足を呈するようになり、矢部川を利用した治水・利水の総合対策が必要となった。
これを踏まえて福岡県は当時建設省が行っていた『第三次矢部川改修工事事業』との整合性を図りながら治水対策を計画し、筑後市船小屋地点での計画高水流量（計画する河川改修限界の洪水流量）を3,000トン／秒に抑えるために矢部川本川上流にダムを建設し、併せて既得水利権分の用水確保と大牟田工業地域への発電を目的に『矢部川総合開発事業』を1953年に策定、その中心事業として日向神ダムを計画した。
日向神ダムは当初建設省九州地方建設局が建設構想を持っていたが、その後県営事業として国庫補助が行われ事業がスタートした。

## 補償
ダム建設に伴い黒木町及び矢部村の216世帯が水没するため、住民は「ダム建設絶対反対」を掲げ漁業権を持つ矢部川漁業協同組合と共に強力な反対運動を繰り広げた。これに対し事業者である福岡県は1955年（昭和30年）12月に「矢部川総合開発事業補償審議会」を設置し、水没者一人毎に詳細な補償内容を作成すべく約一年間審議を行った。翌1956年（昭和36年）10月5日、補償基準の最終要綱が作成され各水没者に送られ、水没者全体の85パーセントが補償に応じた。だが頑強に反対する一部住民52名は「公正会」を結成し、公正証書を作成して敢然と補償基準に反対した。これ以降約4年に亘り福岡県と公正会の間の補償交渉が行われ、試験的に貯水を行う「試験湛水」中の1960年（昭和35年）11月7日に全員との補償交渉が妥結した。
一方漁業権を巡る矢部川漁業協同組合との交渉は、当初約2億1千万円 での補償額が要求され、これもまた難航したが数年間の交渉と調査によって最終的に約3,300万円 で妥結した。だが、この間工事中に発生した水質汚濁が起こり、ダム工事中断の仮処分申請が福岡地方裁判所に提訴された。ただし仮処分申請は却下されている。
ダム工事は途中1958年（昭和33年）8月の豪雨で工事施設に被害が出るなど難航したが、1959年（昭和34年）には本体が完成。その後試験湛水を経て1960年5月に運用が開始された。

## 目的
建設省が構想を持っていた頃の日向神ダムは、高さ69.5メートル、総貯水容量が約2,300万トンの規模で非常用洪水吐きを四門備える計画であったが、昭和28年西日本水害を機に計画を変更して現在の規模に拡大した経緯がある。ダムの目的は矢部川の洪水調節、八女市・筑後市・柳川市・大川市・八女郡・山門郡・三池郡・三潴郡といった4市4郡の既得農地約12,000ヘクタールへの水利権分の用水補給を行う不特定利水、及び大牟田方面への電力供給を行うための県営水力発電である。当初は三箇所の水力発電所と支流の小原川・上渡瀬川の二河川に調整池ダムを建設して合計15,700キロワットの発電を行う計画であった。その後変更されダム直下に大渕発電所（認可出力:7,500キロワット）が建設されている。さらにダム完成後の1959年（昭和34年）からは大渕発電所からの放流水を調整して下流の水量を安定化させるための逆調整池として松瀬ダム（まつぜダム。重力式･25.0メートル）がダム直下流に建設され、下流の黒木町木屋にある木屋（こや）発電所（認可出力:6,000キロワット）と共に1963年（昭和38年）に完成している。
ダム完成以降矢部川の水害は軽減されているが、久留米市・八女市・柳川市・大牟田市など周辺自治体の人口増加に伴う住宅地の拡大などで治水安全度が低下したこと、九州自動車道の整備といった要因から治水対策をより確実にする必要が生じた。また福岡市とその周辺地域である福岡都市圏の人口急増、筑紫平野の農地面積拡大といった水需要の増大に従来の施設では対応が困難になりつつあった。こうした治水・利水機能の充実を図るため、建設省は1970年（昭和45年）より支流の星野川中流部に「真名子ダム建設計画」を進めていた。これは筑後川を始め遠賀川、嘉瀬川、菊池川など九州地方北部の河川を連携して開発し、福岡都市圏および北九州市・北九州工業地帯への利水を万全にする目的で策定された北部九州水資源開発マスタープランに基づく計画である。日向神ダムとほぼ同規模の多目的ダムを建設し、矢部川の洪水調節と矢部川下流用水を利用することによる筑後川水系との連携した利水によって、福岡都市圏および佐賀県への新規用水供給を柱としており、1970年（昭和45年）には水資源開発公団が建設省の委託を受けて八女郡上陽町真名子地先で地質調査などを行った。
しかし地元である上陽町や星野村など流域住民の猛烈な反対運動を受け、1978年（昭和53年）に改訂された第二次北部九州水資源開発マスタープラン以降事実上の休止状態になっている。これは日向神ダム完成後矢部村の過疎が急激に進行したことを受けてであり、『ダムで栄えた村はない』として土地共有運動などを駆使した反対運動を繰り広げている。ただし国土交通省は真名子ダムを「休止」としており、ダム事業自体の中止は発表していない。今後過去最悪の豪雨被害や渇水被害が仮に起こった場合、事業が再開される可能性は残されている。

## 日向神湖

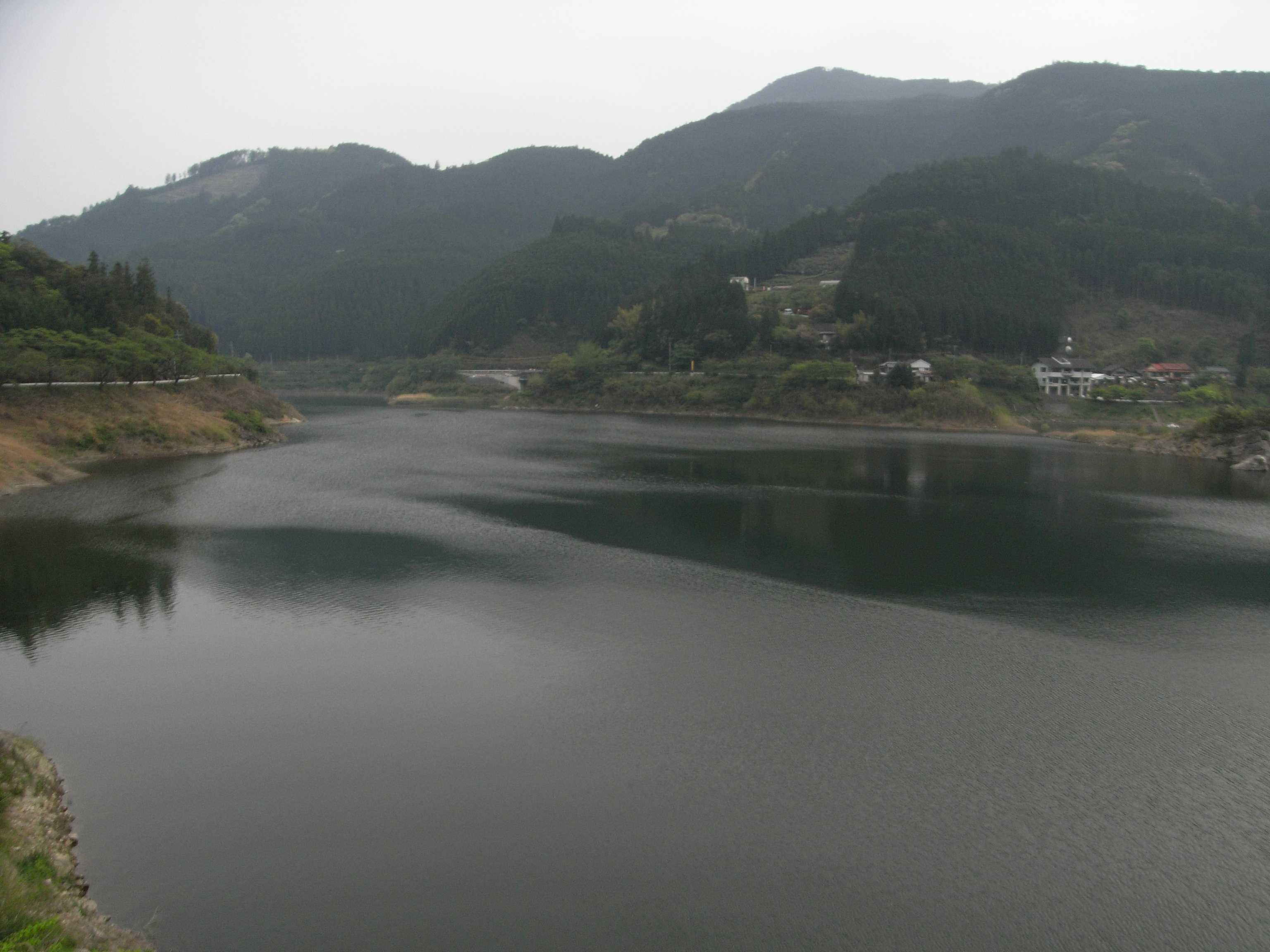
日向神湖。福岡県内最大の人造湖で、サクラの名所。右岸と左岸では様相を異にする。

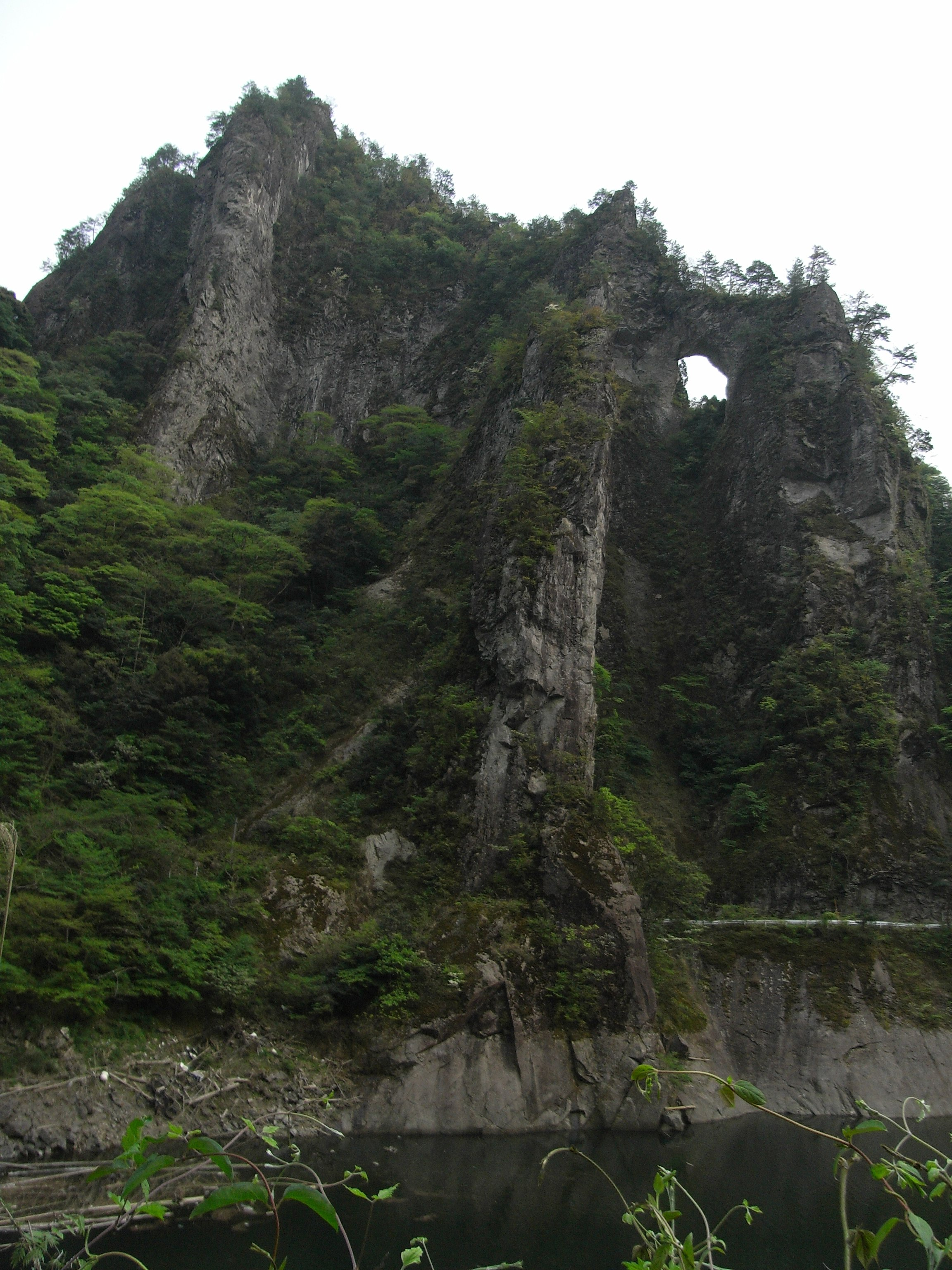
日向神峡・蹴洞岩。垂直に切り立った安山岩の上方に空洞が見える。日向神峡随一の名所。

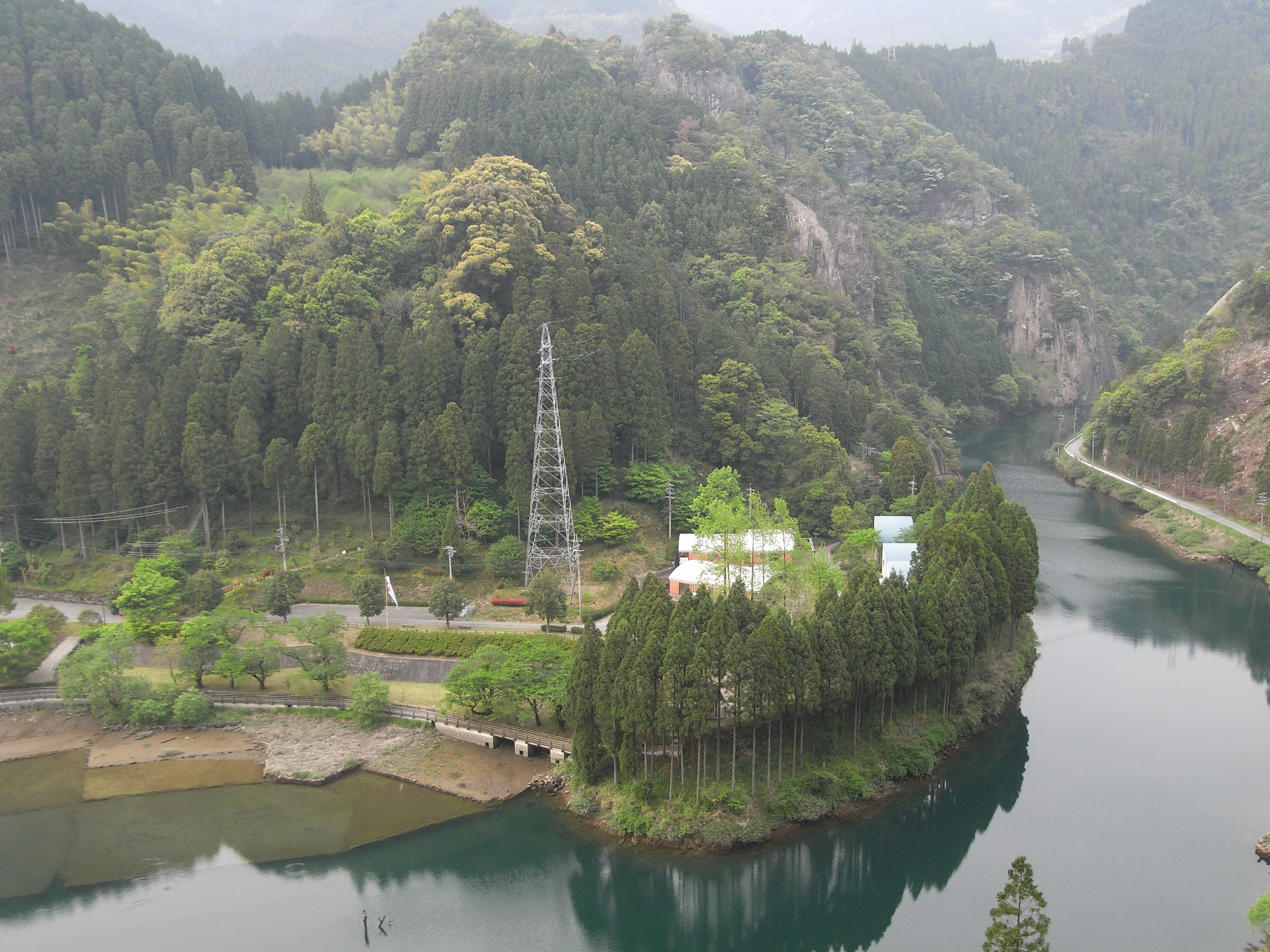
国道442号から見た松瀬調整池と日向神峡。左手に見えるのは松瀬ダムで水没した棚田。

ダムは名勝である日向神峡に建設された。この日向神峡は切り立った安山岩が険阻な峡谷を形成しており、岩山に洞穴が開いており『景色を見に来た日向国の神様の神馬が蹴り飛ばした』と地元に伝えられている「蹴洞岩」（けほぎいわ）を始め「黒岩」・「天戸岩」・「正面岩」等の奇岩群がダム湖である日向神湖と見事な景観を作り出している。日向神湖沿いはサクラの名所として知られ、「千本桜」として花見の名所となっている。この他シャクナゲやツツジも有名である。上流の矢部村ではサワガニの味噌漬けやユズが特産である。1977年（昭和52年）からはダム周辺環境整備事業の一環として湖岸公園の整備等が行われ、1982年（昭和57年）に完成している。
交通としては国道442号が唯一のルートであるが、国道昇格以前までは福岡県道・大分県道・熊本県道115号八女小国線が主要地方道3号線として扱われていた。沿線には国の天然記念物である「黒木の大藤」や西筑後の要衝であり落城にまつわる伝説もある猫尾城跡といった名所・旧跡もある。また、矢部川を遡り竹原峠を越えると鯛生金山跡や松原ダム・下筌ダム、杖立温泉へ至り、日田市・阿蘇山・竹田市方面への重要なルートでもある。以前は細く曲がりくねった峠道であったが、近年竹原峠トンネルが開通し阿蘇・大分方面へのアクセスが格段に整備された。公共交通機関としては堀川バスが羽犬塚駅・福島バスターミナル（八女市中心部）から黒木町・日向神ダムを経由し矢部村に向かうバスを運行しており、羽犬塚駅から約1時間15分、福島バスターミナルより約1時間の所要時間である。
日向神ダムへは国道442号の月足トンネルを通過後直ちに左折、直進すると到着する。ダムを渡りさらに直進すると正面に天戸岩が見え、その奥に蹴洞岩などの奇岩群がある。一方松瀬ダムへは道路がつづら折になる手前で矢部川沿いに左折、直進すると到着する。さらに奥へ進むと日向神峡の奇岩群があり、突き当たりに大渕発電所と日向神ダム下流正面へ至る。ただし国道を除く道路は何れも狭く、かつ蹴洞岩への道路は断崖絶壁でカーブが連続するため運転には細心の注意が必要である。大雨の後などには落石の危険もあるため、通行規制には従うことが必要である。